# Doctor Caparrós, medicina general
Doctor Caparrós, medicina general es una serie de televisión de humor emitida desde el 3 de octubre de 1979 hasta el 19 de diciembre del mismo año por Televisión Española en el circuito regional de TVE Cataluña. Tuvo una segunda temporada, emitida bajo el título de Doctor Caparrós, médico de pueblo, desde el 5 de octubre hasta el 21 de diciembre de 1982 por la misma emisora. Cada temporada lo formaron doce episodios de aproximadamente 30 minutos de duración.
La ficción estuvo interpretada por el humorista Joan Capri en el papel del doctor Caparrós. También intervinieron otros actores como María Matilde Almendros o Joan Pera. Fue dirigida y realizada por Esteve Duran y el guion fue escrito por Jaume Ministral Masià. La comedia que se grababa en directo y contaba con público asistente, consiguió un buen éxito de audiencia en el público catalán y, además, recibió un Premio Ondas en 1980 como «Mejor programa nacional de televisión».

## Argumento
- El Doctor Caparrós es un médico prestigioso con una personalidad irónica y fatalista, que recibe consultas de los pacientes en su casa. Acompañado de su sobrino y la enfermera Numancia, atenderán el consultorio y vivirán las distintas peripecias del día a día en clave de humor, desde recibir la visita de un alto cargo administrativo hasta la visita de un antiguo coronel del doctor.

- En su segunda temporada, el doctor Caparrós, harto de la vida en la ciudad, se irá a vivir acompañado de su mujer a un pueblo perdido de la alta montaña, en Vall d'Oliveda, para poder ejercer su profesión con tranquilidad. Se reencontrará con antiguos personajes de la serie que tendrán un papel protagonista en esta temporada: el ex-enfermo, que después de heredar una fortuna es el hombre más rico del pueblo, y la marquesa de Costamar, que hace de maestra después de perder toda la fortuna y la empresa de su marido.

## Personajes

### Personajes principales
- Joan Capri como el Doctor Joan Caparrós.
- María Matilde Almendros como Elisa, la esposa del doctor Caparrós.
- Joan Pera como Jordi Ignasi, el sobrino del doctor Caparrós.
- Carme Sansa como Numància, la enfermera.
- Víctor Israel como Tonet, amigo del doctor Caparrós.

### Personajes secundarios
- Alicia Tomás como Encarnació García, la criada.
- Alicia Orozco como Roseta, la criada.
- Josep Peñalver como exenfermo.
- Glòria Roig como la marquesa de Costamar.